# 神様もう少しだけ (曲)
「神様もう少しだけ」は、仙台貨物のシングル。2006年7月19日発売。発売元はバップ。

## 解説
- アルバム『人生ゲイム』発売からわずか1週間後のリリースとなる。初回限定盤、通常盤の2種類が発売。
- PVのロケ地は千葉県の「オーシャンスパ 九十九里 太陽の里」。

## 収録曲
1. 神様もう少しだけ
  - 作詞・作曲：ギガフレア

日本テレビ系「ルドイア☆星惑三第」エンディングテーマ
2. 妄想天使
  - 作詞・作曲：ギガフレア